# Naturschutzgebiet Kalkklippen-Buchenwald
Das Naturschutzgebiet Kalkklippen-Buchenwald mit einer Größe von 4,9 ha liegt östlich von Ainkhausen im Stadtgebiet von Arnsberg im Hochsauerlandkreis. Es wurde 1998 mit dem Landschaftsplan Arnsberg durch den Kreistag des Hochsauerlandkreises als Naturschutzgebiet (NSG) mit dem Namen Naturschutzgebiet Kalkklippen-Buchenwald bei Ainkhausen ausgewiesen. Bei der Neuaufstellung des Landschaftsplanes Arnsberg durch den Kreistag 2021 wurde das NSG mit verändertem Namen erneut ausgewiesen. Das NSG geht fast bis an den Weiler Ainkhausen. Das Naturschutzgebiet Luerwald grenzt direkt westlich an.

## Gebietsbeschreibung
Im NSG handelt es sich um eine auffallende Bergkuppe, die etwa 70 Höhenmeter steil nach Südwesten zum Bieberbachtal abfällt. Im NSG befinden sich Eichen-Buchenwald und Buchenwald. Mehrere Kalkfelsen und ein ehemaliger Kalksteinbruch mit bis zu 10 m hohen Feldwänden liegen im Schutzgebiet. Unterhalb der Bergkuppe treten flache Felsrippen des Kulmkiesel- und Plattenkalkes zutage.
Der Steinbruch ist überwiegend mit Pioniergehölzen bewachsen. Die Steinbruchsohle ist offen und stark ruderalisiert. Eine Besonderheit des NSG sind die auffallend scharfen Unterschiede der Waldvegetation im Gebiet. Im Bergkuppenbereich und am Oberhang des Berges befinden sich Hainsimsen-Buchenwald mit Stieleichen und zahlreichen Niederwaldrelikten sowie einer durch Windwurf freigestellten ehemalige Fichtenfläche mit aufwachsenden jungen Buchen. Am Bergunterhang liegt ein teilweise deutlich ausgehagerter basiphiler Buchenwald in durchgängig starkem Baumholz mit Altholzcharakter und selteneren Arten wie Schwalbwurz, Finger-Segge und Wiesen-Schlüsselblume.
Der Landschaftsplan führt zum Wert des NSG auf: „Der Kalkklippen-Buchenwald stellt eine vegetationskundliche Besonderheit in der Region dar. Das Gebiet ist über das Bieberbach-Tal mit dem überregional bedeutenden Luerwald, einer Kernfläche des landesweiten Wald-Biotopverbundes, verbunden.“
Der Landschaftsplan führt als zusätzliche Entwicklungsmaßnahme auf, dass vorhandene Fichtenbereiche durch standortgerechte Laubgehölze zu ersetzen sind.

## Spezielle Schutzzwecke für das NSG
Wie bei allen Naturschutzgebieten in Deutschland wurde in der Schutzausweisung darauf hingewiesen, dass das Gebiet „wegen der Seltenheit, besonderen Eigenart und Schönheit des Gebietes“ zum Naturschutzgebiet erklärt wurde. Laut Landschaftsplan erfolgte die Ausweisung zum:
- „Schutz, Erhaltung und Entwicklung eines struktur- und artenreichen Laubwaldkomplexes mit bedeutenden Kalkstandortanteilen, eingesprengten Felsklippen und offengelassenem Steinbruch;“
- „Schutz und Erhaltung der geowissenschaftlich bedeutsamen Felsformationen und der Altabgrabung als Sekundärbiotop;“
- „Sicherung der Kohärenz und Umsetzung des Europäischen Schutzgebietssystems Natura 2000.“
- „Das NSG dient auch der nachhaltigen Sicherung von besonders schutzwürdigen Lebensräumen nach § 30 BNatSchG und von Vorkommen seltener Pflanzenarten.“[2]